# 顧客満足
顧客満足（こきゃくまんぞく、英: customer satisfaction, CS）または顧客満足度とは、人が物品を購入するとき、その物品に感じる何らかの満足感のことである。顧客は顧客満足を感じたときに物品を購入するとの考え方で、企業においては、その度合いを定期的に評価し、次期商品開発に結びつけたりする時に使うことがある。
経営指標として用いられるのが一般的だが、顧客満足度の高さが企業のPRに利用されることも多い。その一方で、意図的な誘導調査や、実際に利用していないにもかかわらずイメージでの回答による根拠が不透明な調査による広告が課題となっている。

## 概要
米国において、1980年代から言われ始めた概念。従来は生産者主導であった商品の質・方向性などを、消費者（顧客）の要望や嗜好を中心に据えた方が良いのではないかという考えが背景にある。また、サービス業を初めとする第三次産業の社会に占める割合が拡大していることも、関係していると言われている。
生産性や効率を多少犠牲にしてでも顧客満足度を高めた方が、消費者のリピーター化などを通じて結果的には良いと言われている。
白鷗大学経営学部教授などを務めた佐藤知恭（1929年 - 2006年）が、アメリカのTARP社のジョン・グッドマンが1970年代後半に消費者への苦情処理とその再購入率の相関等を調査した結果を、「グッドマンの法則」として体系化したものが日本では知られる。
1990年代に入り、F・F・ライクヘルドによって顧客ロイヤリティの概念が体系化され、真の顧客満足度を算出しCRMを実施するうえでの消費者基盤構築が可能になっている。
日本では1991年に日本能率協会総合研究所がCS経営 (Customer Satisfaction Management) を提唱し日本初のCS調査（「製品・サービスの顧客満足度調査」）を実施している。

## 概念
満足または不満足という感覚的なものを形成する構造として、「期待水準と知覚水準がどれほど一致したかどうかによって決まる」という説明がなされている。顧客がサービス提供を受ける前に期待している便益（期待水準）に対して、実際にサービス提供を受けた際に感じた便益（知覚水準）の差によって、満足の度合いが形成されるというものである。つまり顧客が満足するには、知覚水準が期待水準を上回る必要がある。

## 調査方法
満足度という見ることも計ることもできない心理的・感覚的なものを調査するため、消費者に対するアンケートを実施し、アンケート結果を元にデータ処理・分析を行って顧客満足度を算出するのが一般的である。

### アンケート
典型的には「●●●にどの程度満足していますか」といった設問に対する段階評価がおこなわれる。
満足度はUXであるためアンケートの文脈に大きな影響を受ける。例えばカスタマーサポートの直後にアンケートをおこなえば自然とそのCSに対する満足度（エピソード的UX）として解釈され回答されうる。一方、質問文の前に「過去1年間の利用経験を踏まえて」とつければサービスの包括的満足度（累積的UX）が評価される可能性が高まる。

### 指標
個別企業による独自の満足度調査以外に、第三者機関が業界ごとあるいは業界横断で算出する顧客満足度指数も存在する。第三者による調査は調査主体による調査設計上のバイアスがないため、客観性が高い。
- American Customer Satisfaction Index (ACSI): ミシガン大学ビジネス・スクールが算出式を構築、ASQが産業別に発表している指数
- JCSI: 日本版CSI。利用例: ソフトバンクBBが提供するYahoo!BBのコールセンター顧客満足度調査。調査項目が全ての調査で統一されているため、業界を横断しての比較が可能な一方で、画一的なため業界業種特有の因子分析ができない。
- オリコン顧客満足度調査：日本国内で最大規模の第三者調査機関。[6]調査ごとに調査項目が設計されており業界の詳細な満足度因子の分析が可能な一方で、横断的な比較はできない。

## 他分野との関わり

### 顧客ロイヤリティ
顧客ロイヤリティは顧客がシステムに感じる愛着・忠誠心である。顧客満足は顧客ロイヤリティへ繋がる、すなわち因果関係を持つと考えられる。例えばJCSI因果モデルでは顧客満足が顧客ロイヤリティの原因であるとの立場を取り、双方のアンケート結果からこの因果関係の強さ・寄与を算出している。2者の結びつきは個人・サービス・業種等に大きく左右される。
顧客ロイヤリティを測る指標に「このサービスを他者へ推薦するか」を計測するネット・プロモーター・スコア（NPS）がある。満足感を得た顧客はそれを他者へ推薦する可能性が高まるため、顧客満足はNPSと一定の相関を持つと考えられる。一方、使用者のUX（相手がそれを使う体験）を想像して顧客は推薦をするため、「Bさんみたいなタイプがあの文脈で使うのには適していない」という判断が発生し顧客満足がNPSへ繋がらない場合もある。

## その他
派生した言葉として従業員満足がある。
クレーム対応などが悪い企業を差して「あの企業は顧客満足度を考えていない」と言ったり、顧客定着率が低い企業を「あの企業の顧客は顧客ロイヤルティが低い」と定義付けられることがある。